# متعب بن عبد الله بن علي الرشيد
الأمير متعب بن عبد الله الرشيد الشمري (غ.م-1869) ثالث حكام إمارة آل رشيد في حائل، حكم 1866-1869م. وهو ابن عبد الله بن علي الرشيد مؤسس الإمارة. خلف أخاه طلال في إمارة جبل شمر بعد موافقة أفراد الأسرة، واتبع سياسة تقريب كبار السن من العائلة الحاكمة لمساعدته على الحكم، ولكن لم ترق تلك السياسة أبناء أخيه طلال، وهم بندر وبدر ومسلط وسلطان ونهار ونايف وعبد الله، إضافة إلى تراكمات المشاكل في وراثة الحكم، فقتلوا عمهم الأمير متعب في رمضان 1285هـ/1869م. وكانت مدة إمارته سنتين ونصف، وتسميه شمر «دهيران» لأن خلال إمارته كان الغيث محبوس عن نجد.

## البداية
هو متعب بن عبد الله بن علي بن رشيد بن حمد بن خضير بن خليل بن جاسر بن علي بن عطية، ويعود نسب أسرته آل رشيد إلى فخذ الجعفر من عبده من قبيلة شمر العائدة إلى قبيلة طيء، والده هو الأمير عبد الله وأمه منيرة الجبر إبنة عم أبيه، وأخوته هم: شقيقه طلال ومحمد الأخ غير الشقيق، وأخواته هن: هيا ورثعة ونورة. ولد متعب خلال نزاع نشب بين أبيه وعمه أبناء ابن رشيد وبين أمير الجبل صالح بن عبد المحسن آل علي سنة 1236هـ/1820م بعد أن حاول عبد الله بن رشيد الاستيلاء على كرسي الإمارة بمعاونة أقاربه الكثيرين ذوي النفوذ، ولكن صالح تمكن من منعهم ونفى عبد الله وعبيد من الجبل. فخرج عبدالله ومعه زوجته (منيرة الجبر) وهي في شهورها الأخيرة من الحمل ومعه أخوه عبيد وأصحابه، ونزلوا في (الجوف) عند الضويحي الذي اكرمهم. وبقي في الجوف كل من: منيرة زوجة عبدالله التي وضعت حملها في بيت الضويحي وولدت متعب الذي سمي بذلك بسبب التعب الذي لاقوه، وبقي معها عبيد وأسرته حيث اختبئوا في منطقة الجبل. أمَّا عبدالله ورفاقه فقد واصلوا رحلتهم إلى العراق. ويمتلك متعب شعبية جارفة لدى قبيلته وسكان الجبل، فيعد الثالث في نظر القبيلة بعد أبيه وعمه. ولعل شجاعته المفرطة جعلت منه بطلا إسطوريًا مثل عمه عبيد.

## ماقبل الحكم
في 1261هـ/1845م أرسل الأمير عبد الله بن رشيد إبنه متعب لقيادة قوات من الجبل ومعه هدية عبارة عن اثني عشر فرسا وركابًا وغير ذلك للمساهمة في حملة لقمع تمرد العجمان، وكذلك ساهم متعب مع أخيه طلال في حملة الإمارة لحماية قوافل الحج الفارسي في آخر عهد والده. وبعد استلام طلال الحكم أرسل أخاه متعب إلى الإمام فيصل بن تركي يخبره باستلامه المنصب بعد أبيه، وقدم له هدية عبارة عن بضع عشر فرسًا وحرائر من النجائب، وقد استمر متعب في حماية قوافل الحج الفارسي في عهد أخيه طلال، وقد أرسله طلال لعقد صفقة مع حكومة فارس لضمان نقل الحجاج الفرس والعجم عبر طريق الجبل، فبدأت قوافل الحجاج العراقيين وبلاد فارس بالمرور عبر حائل، والتي استمرت حتى سقوط الإمارة سنة 1340هـ/1921م. وحماية تلك القوافل كانت تحت إدارة متعب، فيبدأ بقيادة قافلة الحج من داخل العراق مباشرة إلى حائل، وبالقرب من أسوار حائل يجري بناء مخيمات للإقامة فيها عدة أيام، وتتراوح من أربعة أيام إلى إسبوعين. وكذلك تمكن متعب من توقيع اتفاقية مع والي بغداد ومع مسؤولي مكاتب الحج في بغداد سنة 1275هـ/1859م، حيث أدعى أن «مهنا بن صالح أبا الخيل» لن يأتي هذا العام، فسجل الوكلاء أسماء حجاجهم لدى الأمير متعب. فانتزع بذلك قيادة نقل حجاج بغداد واتباع الدولة العثمانية في العراق من آل بوعليان أمراء بريدة ومن بعدهم آل مهنا. وغندما حضر مهنا إلى بغداد -ولم يكن يعلم بما حدث- قام الوكلاء بسحب أموالهم التي دفعوها لابن رشيد، حيث طالب مهنا بحقوقه وامتيازاته التي فقدها بطريقة اعتبرها مكيدة، فقد كان دخل طريق الحاج ونقلهم من المصادر المهمة لقوة اقتصاده. وأوشك مهنا ومتعب أن يقتتلا، لولا تدخل التاجر محمد الرواف أحد كبار العقيلات لحسم هذا الأمر، واشترى حقوق الأمير مهنا في إمارة القوافل وترك الأمير متعب رئيسًا لها.

## الحكم
انتحر الأمير طلال بعد إصابته بمرض عقلي سنة 1283هـ/1867. فجرى انشقاق بين الأهالي حول الخليفة، ولأن ابنه الأكبر لم يبلغ من العمر إلا سبع عشرة سنة، فقد أيد الشيوخ متعب للحكم لشجاعته، في حين أيد الشياب بندر. إلا أن متعب تفوق على ابن أخيه لأنه أكثر الأسرة ملائمة للحكم، فقد كان شجاعًا لطوفًا عاقلا حازمًا. إلا أنه لم يجر على السياسة التي تجمع الكلمة داخل الأسرة، ولأن قضية الإرث السياسي لم تكن محسومة داخل الأسرة، فقد أعلن بندر ابن أخيه طلال، أنه الأحق بالحكم بعد وفاة والده، رغم أنه لم يتجاوز الثامنة عشرة من عمره. فشكّل مع أخيه بدر حلفاً لمواجهة عمهم الأمير متعب. وبما أن لدى متعب وزير سوء، فقد أمره بالتضييق على أولاد أخيه طلال، وقام الوزير بضربهم برضا متعب. فغضيوا لذلك وأتوا عبيد عم أبيهم فاشتكوا له، فرد عليهم بأنه عمهم وبمنزلة الوالد، ولا يتدخل بتلك الأمور. ومع ذلك دخل عبيد على متعب يؤنبه قائلا: بأنهم ليسوا بصغار ليؤدبوا بالضرب، وأخاف عليك أن تثير حنقهم. فرد عليه متعب: إنما أنت شايب خبل، والله لو وجدوني ميتًا لاعتقدوا أني نائم. وفي تلك اللحظة كان خادم أبناء طلال يتجسس على ما دار من كلام بينهما، فلما تيقنوا من إصرار متعب وتخلي عبيد عن الموضوع، اغتنموها فرصة فقتل بندر وأخيه بدر عمهم متعب في اليوم التالي، ثم أتوا عبيد يعتذرون إليه فلامهم ولكنه لم يتدخل، وإن كان عبيد لم يشارك أو يمالئ في مقتل عبيد إلا أنه لم يعارض ذلك، في حين ذكر ابن عيسى النجدي أن أبناء طلال قتلوا عمهم ومالئهم عبيد على قتله، فقد قتل متعب في رمضان 1285هـ/1869م بعد حوالي ثلاث سنوات من توليه الحكم، ولم يكن له سوى ابن واحد هو عبد العزيز سادس حكام الإمارة. وبعدها أعلن بندر نفسه حاكماً على حائل، أما محمد بن عبد الله فقد كان متعب قد أرسله بهدية إلى عبد الله بن فيصل، وهي خيل. ولما بلغه خبر مقتل أخيه متعب رفض العودة إلى حائل وبقي في الرياض عند الإمام عبد الله الذي أكرمه، واستمر بالرياض مدة سنة. وقال آل عبيد في كتابه النجم اللامع للنوادر جامع:«بعد أن قتل عيال طلال عمهم متعب، فتح الله عليهم باب القتل، ونكث العهود وتقاطع الأرحام». وقد صادف مقتل الأمير متعب وجود الأمير «هزاع بن نايف الشعلان» أمير قبيلة الرولة العنزية في زيارة له في حائل.